# الأجندة الحمراء (فلم)
الأجندة الحمراء هو فيلم مصري من إخراج علي رجب وبطولة طارق علام، عزت أبو عوف، غادة عبد الرازق، حجاج عبد العظيم، علا غانم وشمس، صدر الفيلم في 27 ديسمبر 2000.
تاريخ عرض الفيلم يوافق عيد الفطر في مصر 1421 هـ.

## نبذة
تدور أحداث الفيلم حول طبيب أمراض جلدية وتناسلية، يفاجأ في أحد الأيام بصديق له يزوره في عيادته، ويشكو له من مرض مفاجئ، وبتوقيع الكشف الطبى عليه يتضح أنه مصاب بمرض الزهرى سريع الانتشار، يعلم من صديقه أن المرض جاء له نتيجة علاقاته المشبوهة، يدرك الطبيب خطورة المرض على المجتمع؛ بسبب انتشاره السريع، ويبدأ رحلة البحث عن سيدات اختلط بهن صديقه.

## وصلات خارجية
- مقالات تستعمل روابط فنية بلا صلة مع ويكي بيانات